# 仙台市立富沢小学校
仙台市立富沢小学校（せんだいしりつ とみざわしょうがっこう）は、宮城県仙台市太白区富沢西4丁目にある公立小学校である。

## 概要
仙台市の南部，仙台市地下鉄南北線富沢駅西側に位置している。富沢西の「富沢駅周辺土地区画整理事業」に伴う急速な宅地化が進み，著しい人口増加が見られる。今後もさらなる発展が予想される地域である
。

## 沿革
- 2010年（平成22年）4月1日 - 仙台市立大野田小学校と仙台市立西多賀小学校から分離されて仙台市内で125番目の小学校として開校[1]
- 2011年（平成23年）3月11日 - 東北地方太平洋沖地震により避難所を開設。
- 2020年   開校10周年を迎える

## 学区[2]
- 富沢西
- 富沢南
- 南大野田

## 校章
校章の地の二つの緑の円は豊かな『田畑』を，臙脂（えんじ）の三つの点は児童，学校，保護者地域の『三者』の夢を表している。そこから流れてくる水色の『川』は名取川，新笊川，そして古代から続く『歴史』の流れを表している。
　中心には，富沢の富の字を丸い書体で書き，児童に物質的な豊かさだけでなく，心豊かで思いやりや優しさをもつ人に育ってほしいという願いを込めている。富から三方に広がる金の線は，未来への希望を象徴する『光』である。

## 卒業後
- 仙台市立富沢中学校へ進学する。
- 宮城県仙台二華中学校や仙台青陵中等教育学校などの中高一貫教育校への進学もある。